# بروس بومگارتنر
بروس رابرت بومگارتنر (به انگلیسی: Bruce Robert Baumgartne) (زادهٔ ۲ نوامبر ۱۹۶۰) کشتی‌گیر بازنشسته و مدیر ورزشی اهل ایالات متحده آمریکا است که در سِمت‌های دستیار معاون رئیس‌جمهوری آمریکا برای پیشرفت دانشگاهی و رئیس فدراسیون کشتی ایالات متحده فعالیت می‌کند. او پیش‌تر نیز مدیر ورزش دانشگاه ادینبرو پنسیلوانیا بود. بومگارتنر در دوران فعالیت در کشتی افتخارات بسیاری کسب کرد و یکی از پرافتخارترین کشتی‌گیران تاریخ المپیک و نیز آمریکا محسوب می‌شود.
بومگارتنر در دستهٔ فوق سنگین‌وزن کشتی آزاد قهرمان دو دورهٔ بازی‌های المپیک ۱۹۸۴ لس آنجلس و ۱۹۹۲ بارسلون، قهرمانی کشتی جهان در سال‌های ۱۹۸۶، ۱۹۹۳ و ۱۹۹۵، و نیز قهرمان سه دورهٔ بازی‌های پان‌امریکن است. او همچنین برندهٔ مدال طلای هفت دورهٔ جام جهانی کشتی بین سال‌های ۱۹۸۲ تا ۱۹۹۷ است. او در ۳۶ سالگی مدال برنز المپیک ۱۹۹۶ آتلانتا را کسب کرد. تنها مدال قهرمانی کشتی جهان علیرضا سلیمانی با غلبه بر بومگارتنر در فینال قهرمانی کشتی جهان ۱۹۸۹ در مارتینی سوئیس بدست آمد.